# Blacus schwenkei
Blacus schwenkei är en stekelart som beskrevs av Haeselbarth 1974. Blacus schwenkei ingår i släktet Blacus och familjen bracksteklar. Inga underarter finns listade.